# Будимир Вујачић
Будимир Вујачић (Петровац на Мору, 4. јануар 1964) је бивши југословенски и српски фудбалер.

## Биографија
Фудбалску каријеру започео је у ОФК Петровац (1980–83), да би каријеру наставио у Обилићу, који је тада био трећелигаш (1983–85). Три године је био интернационалац у немачком Фрајбургу (1985–88), а затим првотимац новосадске Војводине (1988–89) у генерацији која осваја шампионат државе. Као фудбалер Војводине постаје „А“ репрезентативац. Каријеру наставља у београдском Партизану (1989–1993), осваја још једну титулу првака Југославије (1993) и Куп Југославије (1992), а затим прелази у лисабонски Спортинг (1993–1997), са којим осваја Куп Португала. Играчку каријеру завршава у јапанском Виселу из Кобеа (1997–98).
За репрезентацију Југославије одиграо је 12 мечева (1989–1996). Дебитовао је на пријатељској утакмици против репрезентације Белгије (1:0) у Бриселу 1989. године, а последњи меч за „плаве“ одиграо је против Аргентине (2:3), у Мар де Плати. Вероватно је и да би сакупио много више мечева за државни тим да није доживео тешку повреду на пријатељском мечу против Румуније (1:0) 27. марта 1996. године.
Након завршетка играчке каријере, једно време је био секретар стручног штаба репрезентације Југославије, а затим је почео да ради као скаут за славни Манчестер јунајтед. Један од најзаслужнијих за одлазак Зорана Тошића и Адема Љајића на Олд Трафорд.

## Трофеји

### Војводина
- Првенство СФР Југославије (1) : 1988/89.

### Партизан
- Првенство СР Југославије (1) : 1992/93.
- Куп СР Југославије (1) : 1991/92.

### Спортинг
- Куп Португалије (1) : 1994/95.